# Antonio Borri
Antonio Borri (Roccastrada, 16 gennaio 1833 – Roccastrada, 3 maggio 1908) è stato un patriota e agricoltore italiano è ricordato per aver partecipato alla Spedizione dei Mille.

## Biografia
Figlio di Lorenzo e Soave Rantani nacque a Roccastrada (in provincia di Grosseto) il 16 gennaio 1833.Borri era uno dei quattro agricoltori presenti nell'elenco dei Mille (due dei quali erano lo stesso Giuseppe Garibaldi e suo figlio Menotti). 
Nel 1859 partecipò alla seconda guerra d'indipendenza combattendo a Como, Varese e San Fermo inquadrato nei Cacciatori delle Alpi  agli ordini di Garibaldi.
Si imbarcò, assieme ad altri dodici maremmani, in occasione della sosta predisposta da Giuseppe Garibaldi al forte di Talamone nei giorni 7 e 8 maggio 1860 per rifornire di munizioni e di polvere da sparo l'esercito dei volontari diretti in Sicilia.  Di Antonio Borri è rimasta una foto, scattata verosimilmente negli ultimi anni della sua vita, che lo raffigura in camicia rossa e con cinque medaglie al petto. 
Terminata l'impresa, riprese il suo lavoro di agricoltore, si sposò con Serafina Costi ed ebbe dei figli.
Ottenne le medaglie commemorative e la pensione dei Mille.
Morì a Roccastrada il 3 maggio 1908.
La salma di Antonio Borri venne traslata dal cimitero vecchio di Roccastrada al nuovo cimitero in Poggio Marco - Roccastrada il 30 ottobre 1921 riservandogli un luogo monumentale che nel 2008, nel centenario della morte, verrà totalmente rinnovato.
Insieme a lui si imbarcò a Talamone anche un altro roccastradino, Egidio Tonissi.